# Spodnje Duplice
Spodnje Duplice – wieś w Słowenii, w gminie Grosuplje. 1 stycznia 2017 liczyła 37 mieszkańców.